# 鹼漬魚

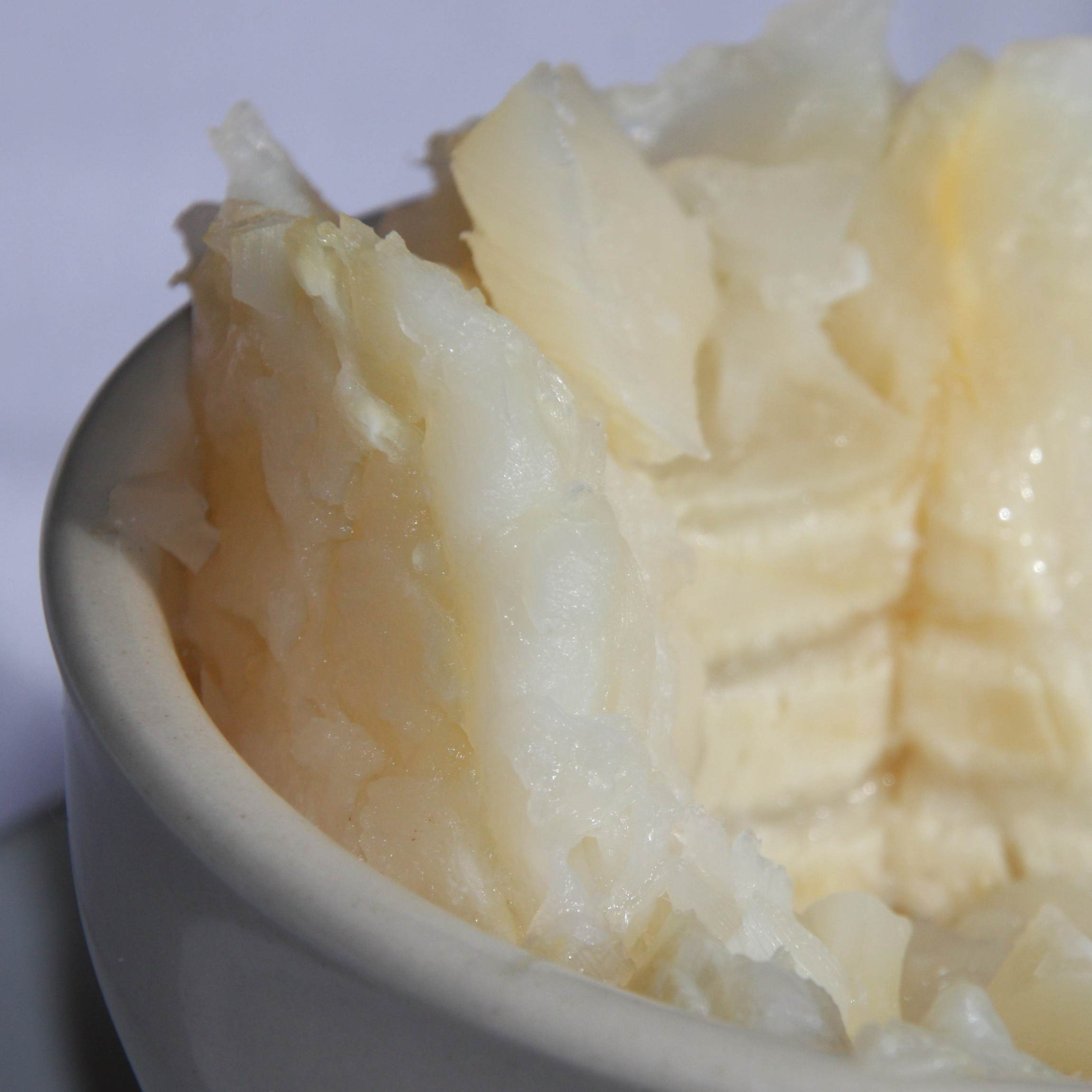
一份鹼漬魚

鹼漬魚（挪威語：Lutefisk，在挪威北部和中部讀作[lʉːtfesk]，挪威南部則讀作[lʉːtəfɪsk]；其中指鹼液，指魚）是挪威、芬蘭、瑞典等北歐國家的一種傳統食品，1555年就已在挪威文學作品中出現，由久置的風乾魚或鹹鱈魚乾（klippfisk）和鹼液（一般為草木灰的水溶液）製成，呈膠狀並有強烈刺激性氣味。

## 名稱

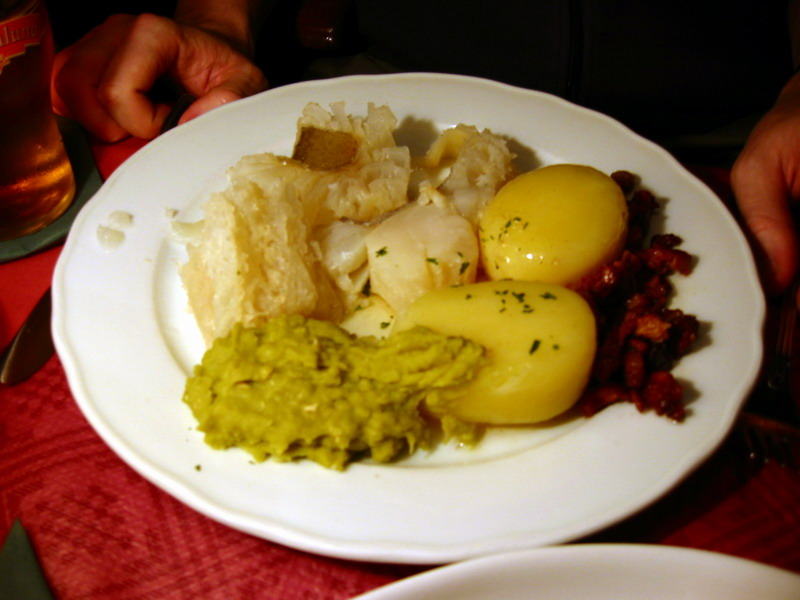
挪威一間餐廳供應的鹼漬魚（餐盤左上角），配以馬鈴薯、豌豆泥、煙肉

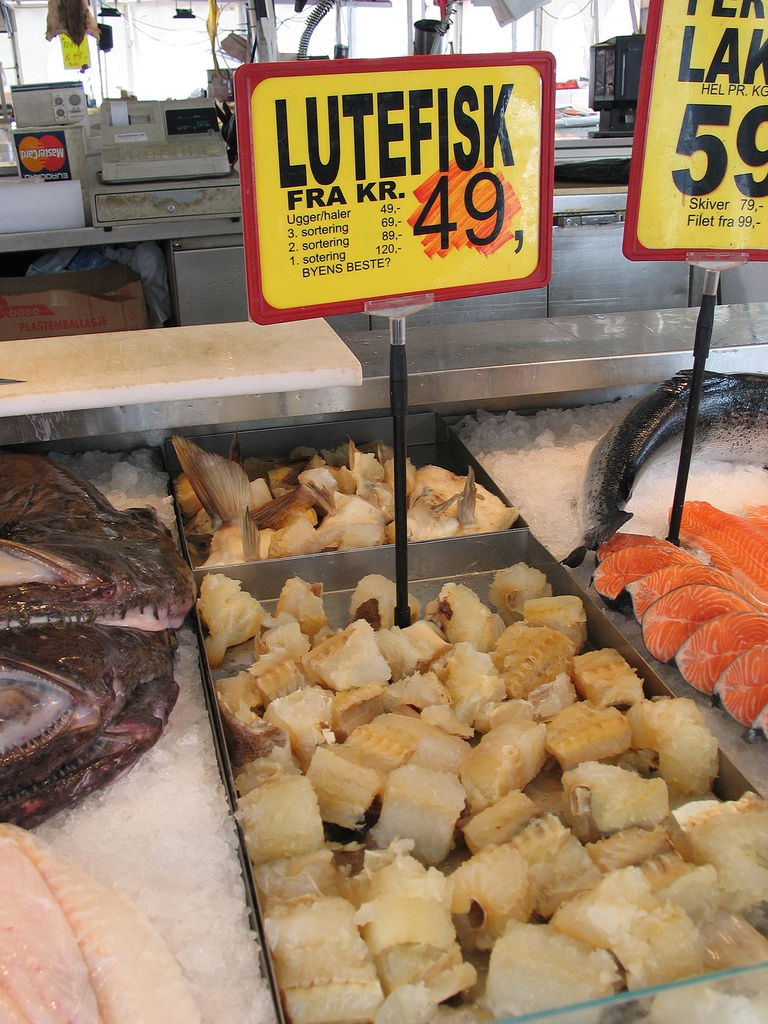
在挪威市場上銷售的鹼漬魚

鹼漬魚的名稱在不同語言中有不同的寫法：
- 丹麥語：或
- 挪威語：（早期為）或
- 瑞典語：
- 芬蘭語：或
- 北薩米語：

## 製作
鹼漬魚是將曬乾的大西洋鱈或是魣鱈浸在鹼液中，按一系列特殊的程序製成的。魚乾在每日更換一次的冷水中浸泡五至六天後會被置於鹼液中浸泡兩天，此時魚中的蛋白質會減少到原有的50%以下，魚肉膨大並變成膠狀，因浸透鹼液而產生腐蝕性，pH值介乎11至12之間。因此，在烹調之前，鹼漬魚仍將在每日更換的冷水里浸泡四至六天。

## 烹製與食用

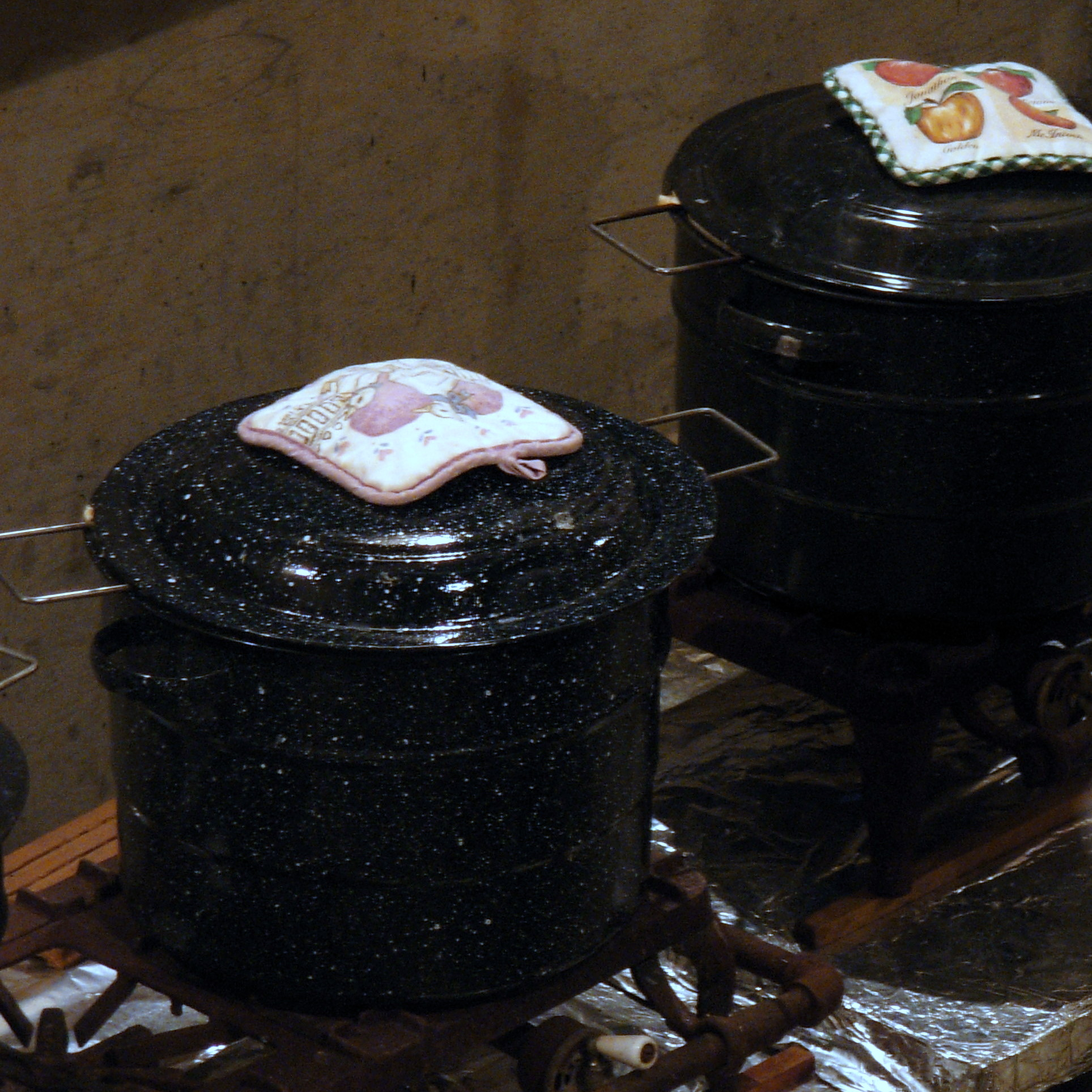
烹製鹼漬魚的一種方式

鹼漬魚在烹調前一般會撒上一層食鹽以吸收魚肉中的部分水分，從而使魚肉不致鬆散，這層鹽在烹調前會被水沖掉。鹼漬魚的烹飪一般採用小火蒸製或是煮至半熟的方法，也可在平底鍋中煮制，但在被烹製和食用的過程中，鹼漬魚及其殘渣都應當從容器中立即移除，因隔夜的鹼漬魚將近乎無法移出容器。此外，鋁製和銀質餐具也不可用於烹調及食用鹼漬魚，因其鹼性可將鋁和銀腐蝕。不鏽鋼器皿更適合用於烹製或食用鹼漬魚。
食用鹼漬魚的配菜較多，包括但不局限於煙肉、青豌豆、燉豌豆、马铃薯、挪威薄餅、肉汁、蕪菁甘藍泥、白汁、熔融黃油或液体黄油、糖漿、棕奶酪（羊奶芝士）或挪威青黴芝士。而在美國，鹼漬魚常與肉丸同食。
由大西洋鱈製作的鹼漬魚具有特殊臭味，但由黑线鳕或是青鱈製作的鹼漬魚則幾乎沒有氣味。烹飪得當的鹼漬魚味道溫和，故搭配一些味道強烈的配料（如辣椒）。在明尼蘇達州，瑞典裔美國人食用鹼漬魚時常搭配有除臭作用的多香果，而挪威裔美國人則更傾向於將未經調味的鹼漬魚與熔化的牛油、或是奶油醬搭配食用。

## 食用情況
在近20年里，鹼漬魚在挪威作為聖誕節食品的一種而逐漸引人注意。挪威海產外貿局的調查表明2005年至2008年間針對挪威餐飲業者的鹼漬魚銷量增長了72%。2005年的一份調查亦顯示20%的挪威人在聖誕假期食用鹼漬魚，但其中只有3%會將鹼漬魚列入聖誕晚餐中。
而鹼漬魚在美國的食用量遠多於北歐國家，多數消費者為北歐裔美國人。明尼蘇達州的麥迪森市號稱“世界鹼漬魚之都”，也是明尼蘇達州消耗鹼漬魚最多的地區。

## 外部連結
- Lutefisk documentary
- The History of Lutfisk
- Lutefisk for Christmas（页面存档备份，存于）
- Clay Shirky on eating lutefisk
- Chemistry of Lutefisk （瑞典文）
- Lutefisk Lament, Boone & Erickson
- O Lutefisk（页面存档备份，存于）（根據圣诞树 (歌曲)改編的鹼漬魚之歌歌詞）
- Bizarre Foods Blog Andrew Zimmern explores Lutefisk in Minnesota